# Docalidia bifurcata
Docalidia bifurcata är en insektsart som beskrevs av Nielson 1979. Docalidia bifurcata ingår i släktet Docalidia och familjen dvärgstritar. Inga underarter finns listade i Catalogue of Life.